# Paratrichobius americanus
Paratrichobius americanus är en tvåvingeart som beskrevs av Peterson och Ross 1972. Paratrichobius americanus ingår i släktet Paratrichobius och familjen lusflugor.
Artens utbredningsområde är Arizona. Inga underarter finns listade i Catalogue of Life.